# Anisoplia baetica
Anisoplia baetica är en skalbaggsart som beskrevs av Wilhelm Ferdinand Erichson 1847. Anisoplia baetica ingår i släktet Anisoplia och familjen Rutelidae. Inga underarter finns listade i Catalogue of Life.